# Čejkovice (kraj środkowoczeski)
Čejkovice – gmina w Czechach, w powiecie Kutná Hora, w kraju środkowoczeskim.
1 stycznia 2017 gminę zamieszkiwały 33 osoby, a ich średni wiek wynosił 51,0 roku.